# Beverly Hills Video
Beverly Hills Video – jedna z największych ogólnopolskich sieci wypożyczalni wideo (obok Video World), działająca w Polsce od 1996 roku. Spółkę tworzył Jack Messer. Pierwszy salon otwarto w czerwcu 1997 roku na warszawskich Jelonkach. Ideą sieci było udostępnienie dużej ilości tytułów na dostatecznie dużej powierzchni (salony o powierzchniach rzędu 200-300 m²). Każdemu nowemu otwarciu towarzyszyły spotkania ze znanymi aktorami (m.in. Marek Kondrat, Cezary Pazura). W 10-lecie spółki (2007) sieć Beverly Hills Video posiadała 40 salonów na terenie całej Polski. 
Sieć miała w ofercie zarówno filmy na nośnikach DVD, jak i Blu-ray. Firma była członkiem i założycielem Stowarzyszenia Polskich Videotek.
20 maja 2013 wszystkie salony Beverly Hills Video zakończyły swoją działalność.